# 祖谷口站
祖谷口站（日语：／ Iyaguchi eki */?）是一位於日本德島縣三好市山城町下川、隸屬於四國旅客鐵道（JR四國）的鐵路車站。車站編號為D24。本站只停靠普通列車。附近民居較為疏散，因此搭客並不算太多。

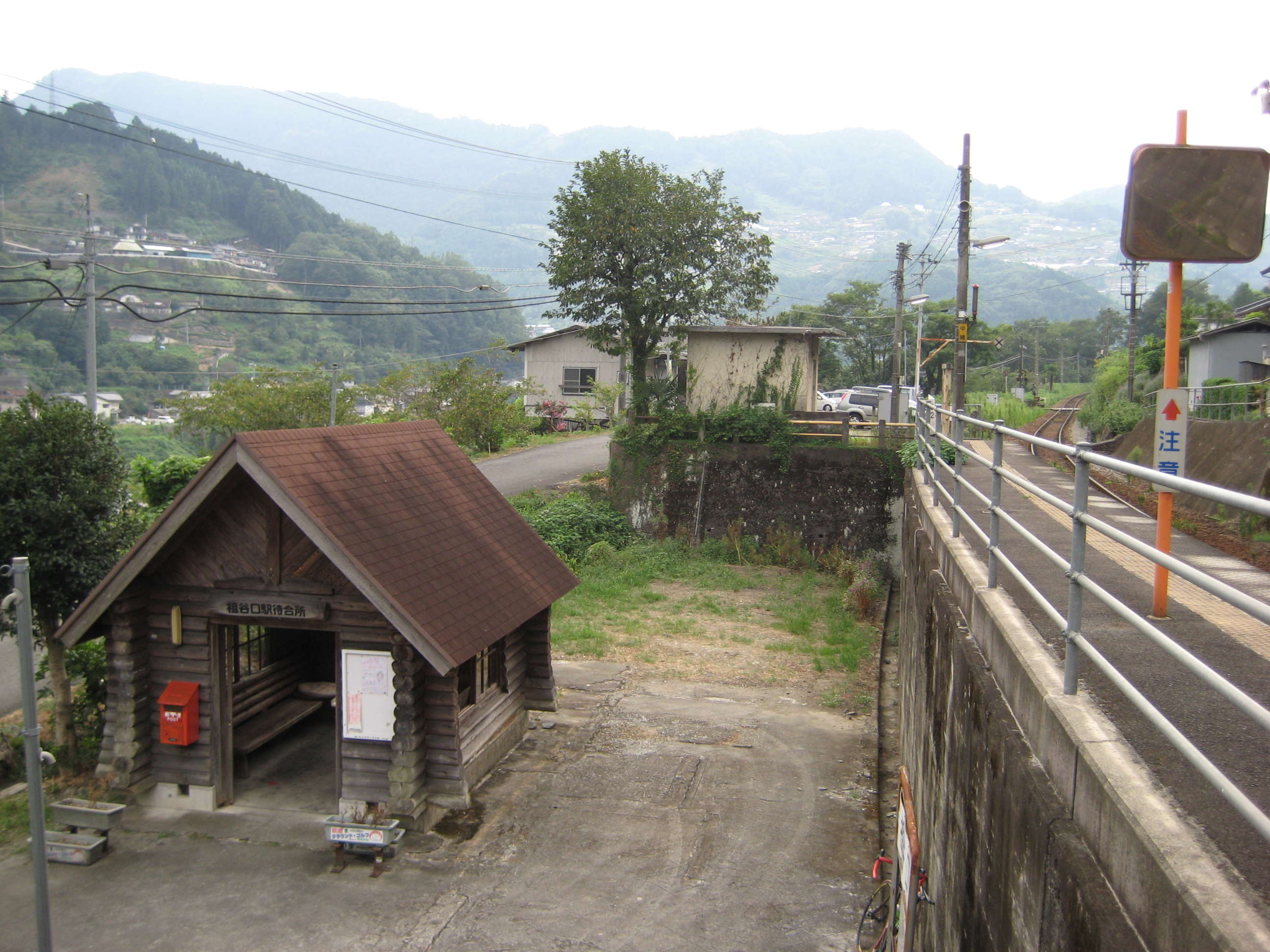
候車室（2007年9月）

## 車站結構
開站初期，本站設有站舍。由於路軌是依山興建，當時的站舍是建在斜坡下的經削平及整過的空地上。JR四國接管時，發覺站舍結構受到破壞，因此將其拆卸。後來在當地居民要求後，在原址興建了一間以圓柱木屋風格的候車室。本站自1970年起已為無人簡易委託站，由車站旁的商店負責代售單程票。本站只設有側式月台1個，由於是單軌路段，列車不能在此交換。有效長度為3卡。出入口設於月台中央，以樓梯接駁至下層的候車室。
現時下行每天開11班，最遠能到達須崎站，早上及下午則多以高知站為終站，晚上班次則以大步危站為止；上行班次每天共開10班，全以阿波池田站為終站。

### 月台配置
| 路線    | 方向     | 目的地                           |
| ------- | -------- | -------------------------------- |
| ■土讚線 | （下行） | 大步危、土佐山田、高知、須崎方向 |
| ■土讚線 | （上行） | 阿波池田方向                     |

## 歷史
- 1935年11月28日：開業。
- 1970年10月1日：無人化，簡易委託站。
- 1987年4月1日：日本國鐵分割民營化，車站的營運由JR四國繼承。

## 相鄰車站
四國旅客鐵道（JR四國）
■土讚線
三繩（D23）－祖谷口（D24）－阿波川口（D25）